# Edmund von Trompowsky
Edmund von Trompowsky (lettisch Edmunds fon Trompovskis; * 16. Märzjul. / 28. März 1851greg. in Riga; † 19. Januar 1919 in Riga) war ein deutsch-baltischer Architekt. Er baute zunächst im Stil des Eklektizismus, seit dem Anfang des 20. Jahrhunderts im Jugendstil.

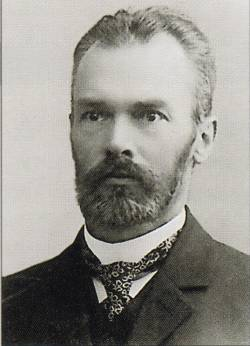
Edmund von Trompowsky

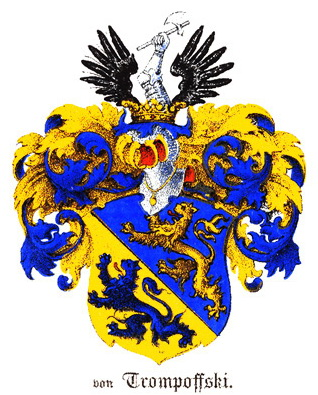
Das Familienwappen derer von Trompowsky

## Leben
Edmund von Trompowsky wurde als erstes von fünf Kindern geboren. Seine Eltern waren Edmund von Trompowsky und Rosalie von Trompowsky, geborene Baronesse Wrangell. (Ihre Grabplatte ist auf dem ehemaligen Domfriedhof noch vorhanden). Edmund von Trompowsky wuchs mit seinen Eltern und Geschwistern in einem Haus am Wöhrmannschen Park (Vērmanes parks) in Riga auf, wo er auch das Gymnasium besuchte. Als er sechzehn Jahre alt war, starb sein Vater an Kummer, nachdem er infolge einer Bürgschaft, die ihn sein Vermögen kostete, verarmt war. Edmund von Trompowsky war gezwungen, als Nachhilfe- und Hauslehrer Geld zu verdienen, um seine Familie zu ernähren und nebenbei Geld für sein Studium zu sparen.
Edmund von Trompowsky studierte von 1871 bis 1876 Ingenieurwissenschaften und von 1876 bis 1878 Architektur am Polytechnikum in Riga und parallel dazu auch an der Hochschule für das Zivilingenieurwesen in Sankt Petersburg. Er schloss beide Studiengänge magna cum laude ab.
In den Jahren 1878 und 1879 hatte er ein Büro im Gouvernement Witebsk und führte dort zahlreiche Aufträge für private Bauherren aus.
1879 kehrte er nach Riga zurück. Er war an der Planung der Neugestaltung der Mündung der Düna in den Rigaischen Meerbusen bei Dünamünde beteiligt und an der Projektierung der Bahnlinie Tuckum-Windau.
1880 eröffnete er in Riga das „Bautechnische Bureau für Ingenieurs- und Architekten-Arbeiten E. v. Trompowsky“. Zugleich war er in den Jahren 1881 bis 1895 Taxator der Baltischen Feuerversicherungsgesellschaft, ab 1895 der St. Petersburger Feuerversicherungsgesellschaft.
Im Jahre 1898 war sein eigenes Haus in der Nähe der Düna fertig. Das Eckhaus in der Zoll- und Zitadellenstrasse (heute: Citadeles iela 2) ist ein sechsstöckiges Mietshaus mit 22 Wohnungen zu je 5, 6, oder 8 Zimmern, insgesamt 108 Zimmer. Seine eigene Wohnung befand sich im 2. Stock. Eine Wendeltreppe führte ins darunter liegende Stockwerk, in dem er seine Büros hatte. Dort bildete er im Laufe der Jahre viele junge Architekten aus, darunter auch Gerhard von Tiesenhausen.
Edmund von Trompowsky baute etwa 120 Wohnhäuser (in Riga insbesondere im Viertel zwischen der Elizabetes iela im Süden und der Hanzas iela im Norden), Villen, Fabriken und öffentliche Gebäude in und um Riga. Auch den Zoo im Kaiserwald (Mežaparks) hat er umgebaut.
Seinerzeit gehörte Edmund von Trompowsky zu den renommiertesten und am meisten gefragten Architekten des Jugendstils in Riga. Jānis Krastiņš, Professor für Architektur und Architekturgeschichte in Riga, zeigt deshalb in seinen Bildbänden zahlreiche Bauwerke von Edmund von Trompowsky.